# Alexander Frei
Alexander ("Alex") Frei (Bazel, 15 juli 1979) is een Zwitsers voormalig voetballer. Frei was in 2005 topscorer in de Ligue 1.

## Clubcarrière
Frei begon in seizoen 1997/98 zijn carrière bij FC Basel, maar ging het seizoen erna naar FC Thun. Weer een seizoen later volgde hij zijn trainer André Egli naar FC Luzern. Halverwege zijn tweede seizoen daar ging hij naar Servette FC Genève. Hier maakte hij naam en Rennes haalde hem in januari 2003 naar de Franse Ligue 1. Op 29 januari 2003 maakte hij zijn debuut voor de club. In zijn eerste volledige seizoen bij de club maakte hij 20 doelpunten. Ook in seizoen 2004/05 maakte hij weer 20 doelpunten, en dit keer werd hij er topscorer van de Ligue 1 mee. Daardoor stond hij in de belangstelling van verschillende clubs. Maar de Zwitserse international tekende uiteindelijk een nieuwe eenjarige verbintenis bij Stade Rennes.
Op 15 november 2012 maakte Frei op een persconferentie bekend dat hij aan het einde van seizoen 2012/2013 zou stoppen met betaald voetbal. Hij sloot zijn carrière op 14 april 2013 af bij FC Basel, waarna hij technisch directeur werd bij FC Luzern.

## Interlandcarrière
Op 24 maart 2001 maakte Frei zijn debuut voor het Zwitserse nationale elftal in het duel tegen Joegoslavië. De Europese voetbalbond UEFA startte tijdens het EK voetbal 2004 een onderzoek naar Frei, naar aanleiding van tv-beelden waarop te zien zou zijn dat de Zwitser zijn tegenstander Steven Gerrard in het duel met Engeland zou hebben bespuugd. Uiteindelijk sprak de tuchtcommissie van de UEFA hem vrij bij gebrek aan voldoende bewijs.
Als aanvoerder raakte Frei geblesseerd in de openingswedstrijd van gastland Zwitserland bij het EK voetbal 2008. Frei scheurde kort voor rust zijn kniebanden in het met 1-0 verloren duel tegen Tsjechië en ging huilend naar de zijlijn na de overtreding van oud-Ajacied Zdenek Grygera.
Op 5 april 2011 besloot Frei op 32-jarige leeftijd om niet langer uit te komen voor het nationale team. Aanleiding voor die beslissing was kritiek op zijn presteren in het EK 2012-kwalificatieduel met Bulgarije (0-0) op 26 maart 2012. Ook spits Marco Streller stelde zich niet langer beschikbaar voor de nationale equipe.

## Erelijst
- 2001: Winnaar van de  (Servette FC Genève).
- 2002: Halvefinalist in de Europacup onder de 21 (Zwitserland U-21).
- 2003: Tweede topscorer in de Ligue 1 (20 goals) achter Djibril Cissé.
- 2005: Topscorer in de Ligue 1 (20 goals)
- Super League: 2010, 2011, 2012
- Schweizer Cup: 2001, 2010, 2012
- Uhrencup: 2011
- Topscorer in de Super League: 2011 (27), 2012 (24)
- Zwitsers voetballer van het jaar: 
  - Credit Suisse Player of the Year: 2004, 2005, 2007
  - Axpo Player of the Year: 2011, 2012